# Collegiata di Baden-Baden
La Collegiata dei Santi Pietro e Paolo, in tedesco Stiftskirche Sankt Peter und Paul, è il principale luogo di culto della città di Baden-Baden, in Germania.
È un edificio gotico eretto a partire dal XV secolo, ed accoglie 14 sepolture dei Margravi del Baden.

## Storia e descrizione

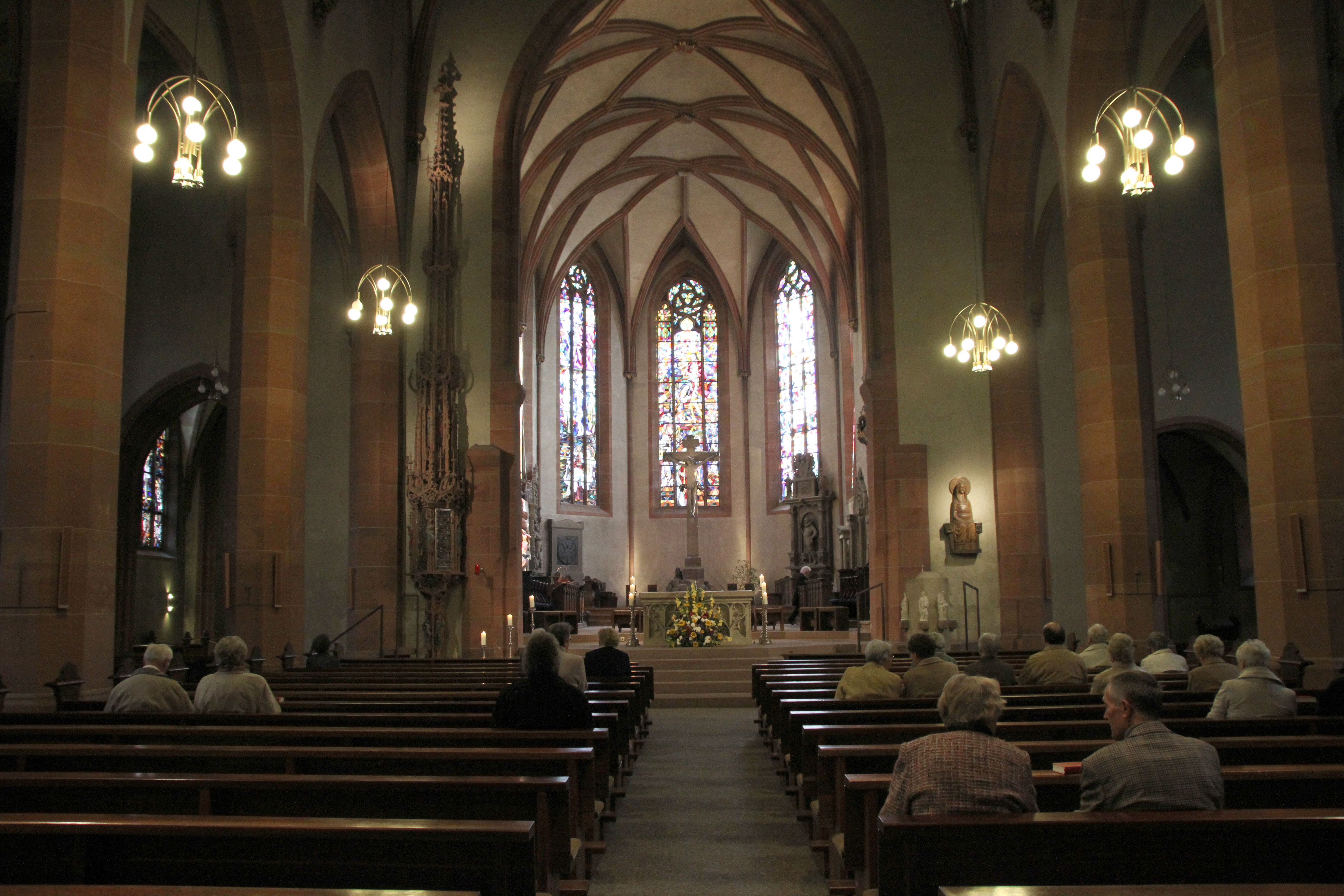
Veduta dell'interno.

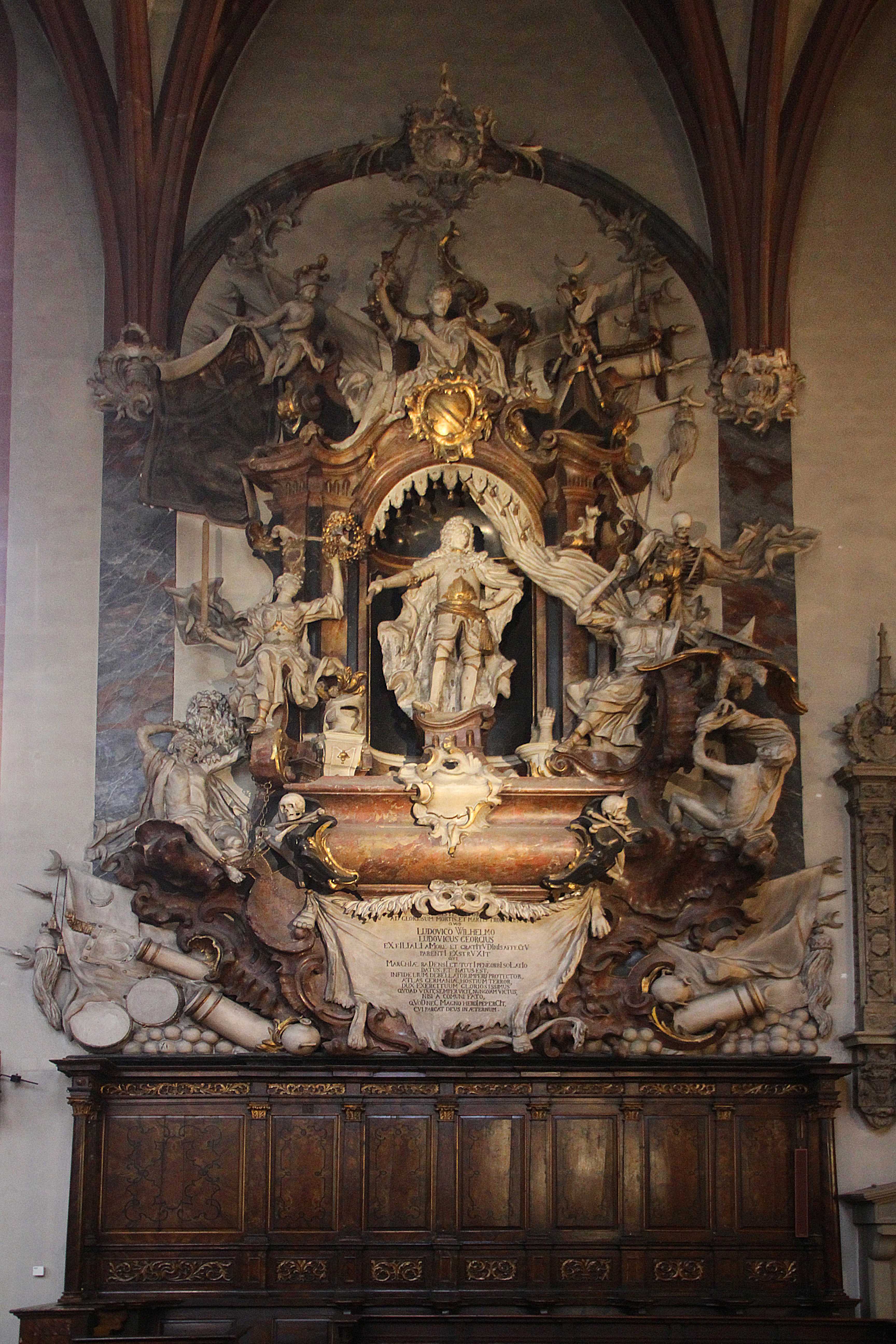
Epitaffio del Türkenlouis, 1754.

Per la prima volta, una chiesa in questo luogo, venne menzionata nel 987 nell'atto di donazione dell'imperatore Ottone III (983-1002) ai conti di Nellenburg. Una chiesa romanica venne menzionata anche nel 1245 nella carta della fondazione del Convento di Lichtenthal dalla margravina Irmengarda (1220-1260). 
La chiesa romanica fu costruita dal margravio Ermanno il Pio (1160-1243), della quale oggi se ne conserva solo la massiccia base quadrata torre.
Dal 1391 la cappella principesca del Convento di Lichtental venne abbandonata, e da allora le sepolture dei Margravi del Baden vennero effettuale qui. Nel 1453 Giacomo I di Baden vi fonda un Collegio composto da 12 canonici e 10 vicari elevando ufficialmente la chiesa a Collegiata; e intraprese la ricostruzione dell'edificio, in stile gotico. Fra il 1453 e il 1455 venne eretto il coro, lungo 23 metri; e fra il 1454 e il 1474 il piedicroce, a tre navate e volte ogivali, anch'esso con una lunghezza di 23 metri.
La torre venne elevata con un quinto piano ottagonale coronata da una flèche. L'ingresso principale, sotto la torre, venne dotato di un portale tardo gotico.
Il 24 agosto 1689, il giorno di San Bartolomeo, le truppe del re Luigi XIV di Francia incendiarono la città e anche la chiesa venne gravemente danneggiata. La guglia della torre andò bruciata, le campane fuse e le volte del piedicroce, distrutte. alla chiesa collegiata e persino le campane si sciolsero. Fortunatamente il coro, con tutte le opere d'arte li conservate, si salvarono. Dal 1697-98 si procedette ai restauri, nel 1712 venne dotata la torre della copertura a elmo barocca ancora visibile.
Fra il 1751 e il 1753 il margravio Luigi Giorgio di Baden-Baden (1727 - 1761, figlio del "Türkenlouis") ristrutturò l'interno in stile barocco, dotando la navata centrale di una volta a botte riccamente decorata con stucchi. 
Tuttavia nel 1773 il capitolo viene sciolto in seguito al passaggio del territorio nel 1771 al protestante margraviato di Baden-Durlach e dal 1808 la chiesa venne usata come parrocchiale.
Nel 1866-67 si procedette a dei lavori di restauro riportando l'edificio allo stile gotico. Altri grandi lavori di restauro vennero effettuati fra il 1952 e il 1954, quando vennero sostituite le vetrate neogotiche con quelle moderne attuali progettate da Willy Oeser nel 1953 e raffiguranti la Vita di Maria. Allo stesso tempo venne installato un primo riscaldamento, che funzionava con acqua termale calda, probabilmente unico nel suo genere per una chiesa. Questo impianto rimase in funzione fino agli anni '50.

## Opere d'arte
- Crocifisso. Al posto dell'altar maggiore si erge un grande crocifisso monolitico in pietra alto 6,47 m, opera del 1467 di Nikolaus Gerhaert da Leida[2].
- Tabernacolo. Sul pilastro sinistro del coro, svetta questo tabernacolo tardo-gotico a forma di guglia che con i suoi cinque piani raggiunge l'altezza di 12,85 m. Venne realizzato nel 1490 e scampo miracolosamente alle devastazioni del grande incendio cittadino del 1689. Fra i complicati armeggi e trafori, trovano posto figure del Nuovo e del Vecchio Testamento.* *Epitaffio del Türkenlouis. Alla parete destra del coro è il grande epitaffio del margravio Luigi Guglielmo di Baden-Baden, detto Türkenlouis. Fastosa opera barocca del 1754[2] circondata dalle figure della Saggezza, del Coraggio e della Giustizia.